# Device Management
El Device Management es una aplicación estándar mediante la cual la compañía telefónica proveedora de un dispositivo móvil accede a este a través de una red móvil y realiza los cambios necesarios. Las aplicaciones más comunes son la actualización del software del teléfono o dispositivo móvil, la gestión de errores o la instalación de nuevas aplicaciones. De esta forma, el usuario no tiene que acudir a la tienda o cambiar su dispositivo durante las operaciones de mantenimiento.
Para las compañías, un sistema de Device Management significa tener mejor control y seguridad, así como una mayor eficiencia, y una reducción de las posibilidades de tener en tiempo muerto un dispositivo. Como el número de dispositivos crece continuamente, existe mucha demanda para gestionar, controlar y actualizarlos de manera efectiva. Normalmente un cliente necesitaría visitar una tienda de telecomunicaciones para realizar una actualización en el dispositivo. Con Device Management esto no es necesario, y puede realizarse fácilmente a través del aire. El contenido de un dispositivo perdido o robado puede ser fácilmente borrado también gracias a éstas operaciones, evitando así que la información sensible llegue a manos indeseables.

## Operaciones
El Device management está compuesto de las siguientes operaciones:
- Provisionamiento Bootstrap a un dispositivo móvil
- Provisionamiento continuo de un dispositivo móvil
- Actualización del Firmware
- Gestión de componentes software
- Diagnósticos del dispositivo
- Capacidad de gestionar el dispositivo
- Gestión de la SIM / Smartcard
- Gestión de calendarios/tareas

Algunas de las compañías líderes en el área de Device Management son Retriever communications, Mobilethink, Capricode, SmartTrust, Innopath and mFormation. Adicionalmente, compañías como IBM y HP están también envueltas en el desarrollo de este tipo de soluciones.
En el mundo libre, la solución de código abierto Funambol proporciona también un servidor de Device Management.
La Open Mobile Alliance (OMA) tiene un grupo de trabajo de Device Management llamado OMA DM, que trabaja en la creación de estándares para Device Management.